# International Superstar Soccer-serien
International Superstar Soccer-serien är en dator- och TV-spelsserie från Konami, bestående av sportspel med fotbollstema. Spelen släpptes åren 1994-2002.

## Spel

### Huvudserien
| Titel                                       | Släppår |
| ------------------------------------------- | ------- |
| International Superstar Soccer              | 1994    |
| International Superstar Soccer Deluxe       | 1995    |
| International Superstar Soccer 64           | 1996    |
| J-League Jikkyou Honoo no Striker           | 1998    |
| Jikkyou World Soccer: World Cup France 1998 | 1998    |
| International Superstar Soccer 2000         | 1999    |
| International Superstar Soccer              | 2000    |
| International Superstar Soccer 2            | 2001    |
| International Superstar Soccer 3            | 2002    |

### Fotnoter
1. ↑  ”International Superstar Soccer series” (på engelska). Mobygames. http://www.mobygames.com/game-group/international-superstar-soccer-series. Läst 9 maj 2015.